# 1533 Saimaa
Az 1533 Saimaa (ideiglenes jelöléssel 1939 BD) a Naprendszer kisbolygóövében található aszteroida. Yrjö Väisälä fedezte fel 1939. január 19-én, Turkuban.